# Týn nad Vltavou
Týn nad Vltavou (tjekkisk udtale: [ˈtiːn ˈnad vl̩tavou] ; tysk: Moldautein) er en by i distriktet  České Budějovice i regionen Sydbøhmen i Tjekkiet med omkring 7.900 indbyggere. Den  ligger ved floden Vltava. Den historiske bymidte er velbevaret og er beskyttet ved lov som en urban monumentzone.
Landsbyerne Hněvkovice na levém břehu Vltavy, Koloděje nad Lužnicí, Netěchovice, Nuzice, Předčice og Vesce er administrative dele af Týn nad Vltavou.

## Etymologi
Det gamle tjekkiske ord týn er relateret til engelsk "by". Det var en betegnelse for en befæstet bebyggelse.

## Geografi
Týn nad Vltavou ligger omkring 26 km  nord for České Budějovice. Den ligger i Tábor-højlandet. Det højeste punkt er bakken Červený vrch på 479 meter over havets overflade. Byen ligger ved Vltavas sammenløb med Lužnice.

## Historie
En bebyggelse i området er sandsynligvis grundlagt i det 11. århundrede. Den første skriftlige omtale af Týn nad Vltavou er fra 1229, hvor det var en del af biskoppens herredømme. Efter 1251 blev et nyt centrum af bebyggelsen etableret og bygget omkring kirken Saint Christoforos, nær en vej, der forbinder to lokale vadesteder. Vadestederne blev erstattet af en træbro.
I slutningen af 1200-tallet skete der en udvikling, og der blev bygget et stenslot til beskyttelse af handelsruten fra Nürnberg til Wien. I 1327 blev Týn nad Vltavou først omtalt som en by. Byen fik et toldkontor, der bemyndigede opkrævning af vejafgifter, forbindelsen til Prag blev sikret ved rafting og sejlads på Vltava, og Týn blev rig og blomstrende.
Under hussitterkrigene blev kirken brændt ned, ellers var byen ikke påvirket af krigen. Den blev dog ramt af senere religiøse stridigheder og krige og blev brændt ned i 1468. Efter 1543 under Jan III Čabelickýs styre blev det øde slot repareret. I 1564 ødelagde en stor brand de fleste huse på pladsen og kirken. I 1569 blev kirken genopbygget, udvidet og indviet til Jakob den Ældre.
I 1601 blev Týn konfiskeret af det kongelige kammer. I 1608 blev den forfremmet til en kongelig by af Rudolf 2. men i 1621 efter Slaget ved Det Hvide Bjerg blev den overdraget til Prags ærkebispedømme og blev igen en livegenskabsby. Under Trediveårskrigen blev byen gentagne gange brændt og ødelagt. Byen mistede to tredjedele af husene og slottet. Nedgangen fortsatte efter krigen, og i 1680 blev byen ramt af en pestepidemi.
Indtil 1918 var Moldauthein – Tyn nad Vltavou en del af Østrig-Ungarn i distriktet med samme navn, en af de 94 Bezirkshauptmannschaften i Bøhmen.